# 伦茨堡附近拉德
伦茨堡附近拉德（德語：Rade b. Rendsburg），通称拉德，是德国石勒苏益格－荷尔斯泰因州的一个市镇。总面积6.52平方公里，总人口228人，其中男性107人，女性121人（2011年12月31日），人口密度35人/平方公里。